# Юрьевское княжество
Юрьево-Польское княжество (1213 — ок. 1340 гг.) — древнерусское княжество, выделившееся из Владимиро-Суздальской земли в 1213 году, в период феодальной раздробленности на Руси. Выделившееся княжество досталось князю Святославу — сыну Всеволода Большое Гнездо. В 1228 году оно было присоединено к владениям Владимиро-Суздальских князей, но в 1248 году снова обрело независимость.
Юрьевское княжество было крайне незначительным и обычно выступало как союзник владимирских князей.

## История и правители
Было основано в 1213 году князем Святославом Всеволодовичем.
Около 1340 года было присоединено к Владимирскому княжеству, попавшему в это же время в полную зависимость от Московского и окончательно вошедшему в его состав к 1389 году.
| Князь                            | Портрет | Годы правления            |
| -------------------------------- | ------- | ------------------------- |
| Святослав Всеволодович           |         | 1213 — 1228               |
| Святослав Всеволодович (2-й раз) |         | 1248 — 1253               |
| Дмитрий Святославич              |         | 1253 — 1269               |
| Ярослав Дмитревич                |         | 1267 — ?                  |
| Иван Ярославич                   |         | кон. XIII — нач. XIV века |
| Ярослав Иванович.                |         | ? — ок. 1340              |